# 赤津川
赤津川（あかづがわ）は、栃木県を西から南へと流れる利根川水系永野川支流の川。名称の由来は、布袋が岡城の戦いの時に傷ついた兵士の血が溢れて赤血川と呼ばれるようになり、それが転じたものといわれる。

## 流路
栃木県栃木市西方町真名子の北西部、前日光山地（足尾山地）に源を発し、都賀地域を経て同市泉川町の永野川緑地公園付近で永野川に合流する。

## 自然
付近の栃木市立赤津小学校では野鳥の観察ができ、特に冬には渡り鳥が見られるので、児童がバードウォッチングをしている。

## 橋梁
上流より
- 芝河原橋（栃木県道37号栃木粟野線）
- 柳橋
- 反町橋
- 関根橋
- 石橋
- 神前田橋
- 山姥橋
- 脇谷橋（国道293号）
- 東北自動車道
- 三の宮橋
- 中の内橋
- 本郷橋
- 川向橋（栃木県道288号大橋家中線）
- 大橋（栃木県道37号栃木粟野線）
- 白久保橋
- 八幡宮橋
- 東宮橋
- 御殿ノ上橋
- 東北自動車道
- 御殿ノ下橋
- 欠の上橋
- 森下橋
- 一丁田橋
- 伊吹橋
- 新田橋
- 境橋
- 東北自動車道
- 永宮橋
- 平和橋（栃木県道32号栃木粕尾線）
- 鹿島森橋
- 仲ノ町橋
- 新井橋
- 樋口橋
- 前田橋
- 風泉橋
- 桧原橋
- 泉橋（栃木県道75号栃木佐野線）
- 九反田橋